# Amastris brunneipennis
Amastris brunneipennis är en insektsart som beskrevs av William D. Funkhouser. Amastris brunneipennis ingår i släktet Amastris och familjen hornstritar. Inga underarter finns listade i Catalogue of Life.